# 战海乡
战海乡，是中华人民共和国河北省张家口张北县下辖的一个乡镇级行政单位。

## 行政区划
战海乡下辖以下地区：
许家营村、头号村、小三眼井村、大三眼井村、脑包怀村、阿不太沟村、鱼儿湾村、和顺村、战海村、水泉洼村、二道坝村、马囫囵村和车道沟村。